# انعدام المقلة
انعدام المقلة هو المصطلح الطبي لغياب إحدى العينين أو كلتيهما، كل من مقلة العين (العين البشرية) وأنسجة العين مفقودة من المدار. سيؤدي غياب العين إلى مدار عظمي صغير، وتضيّق مقبس الغشاء المخاطي، وجفون قصيرة، وانخفاض الشق الجفني والبروز الوجني. إنَّ الطفرات الجينية، تشوهات الكروموسومات وبيئة ما قبل الولادة يمكن أن تسبب جميعها انعدام المقلة وهو مرض نادر للغاية ويعود معظمه إلى تشوهات وراثية.ويمكن أن يرتبط أيضاً بمتلازمات أخرى.

## الأسباب

### SOX2
السبب الوراثي الأكثر شيوعاً لفقدان العين هو جين SOX2 المتحور، حيث تحدث متلازمة انعدام المقلة Sox2 بسبب طفرة في جين Sox2 الذي لا يسمح له بإنتاج بروتين Sox2 الذي ينظّم نشاط الجينات الأخرى عن طريق الارتباط بمناطق معينة من الحمض النووي، ودون بروتين Sox2 يتعطّل نشاط الجينات المهمة لنمو العين. متلازمة انعدام المقلة Sox2 وهي وراثة جسمية سائدة، ولكن غالبية المرضى الذين يعانون من انعدام المقلة Sox2 هم الأوائل في تاريخ عائلاتهم الذين لديهم هذه الطفرة، لكن في بعض الحالات سوف يمتلك أحد الوالدين الجين المتحوّر فقط في بويضة أو حيوان منوي وسوف يرثه النسل من خلال ذلك وهذا ما يسمى الفسيفساء الجرثومية. هناك ما لا يقل عن 33 طفرة في جين Sox2 والتي من المعروف أنها تسبب فقر الدم، لكن بعض هذه الطفرات الجينية ستتسبب في عدم تكوين بروتين Sox2، بينما ستنتج طفرات أخرى نسخة غير وظيفية من هذا البروتين.

### RBP4
تم ربط RBP4 مؤخراً بالشكل الجسدي السائد لفقدان البصر، هذا النوع من فقدان العين له اختراق متغير وتأثير فريد في وراثة الأم والذي يكون متجذراً في الحمل على وجه التحديد، يحدث المرض فقط عندما يحمل كل من الأم والجنين طفرة RBP4 التي تعرض الجنين لنقص فيتامين أ (عامل خطر بيئي معروف لفقدان المقلة) أثناء الحمل. إذا حدث نقص فيتامين أ خلال الأشهر القليلة الأولى من نمو العين فقد يؤدي ذلك إلى فقدان العين، وهذا النوع من فقدان العين هو الأول الذي يمكن التدخل فيه باستخدام مكملات فيتامين أ من استرات الريتينيل خلال الأشهر القليلة الأولى من الحمل.

### الجينات المؤثرة الأخرى
إنّ SOX2 وRBP4 ليسا الجينات الوحيدة التي يمكن أن تسبب انعدام المقلة، تشمل الجينات المهمة الأخرى OTX2، CHX10، RAX، كل من هذه الجينات مهمة في التعبير الشبكي. يمكن أن تؤدي الطفرات في هذه الجينات إلى فشل تمايز الشبكية. OTX2 يكون موروث في الغالب، حيث تختلف تأثيرات الطفرة في شدتها ويمكن أن تشمل صغر حجم العين. ويرتبط BMP4 أيضاً بانعدام المقلة فضلاً عن التسبب في قصر النظر وصغر حجم العين، وهي موروثة في الغالب، بينما يتفاعل BMP4 مع مسار القنفذ الصوتي ويمكن أن يسبب انعدام المقلة.

### التأثير البيئي
من المعروف أيضاً أن العديد من الظروف البيئية تسبب فقدان العين ، وكان الدعم الأقوى للأسباب البيئية هو الدراسات التي أجريت على الأطفال الذين أصيبوا بالعدوى المكتسبة أثناء الحمل. هذه الالتهابات عادة ما تكون فيروسية، وبعض مسببات الأمراض المعروفة التي يمكن أن تسبب انعدام المقلة هي التوكسوبلازما، الحصبة الألمانية وسلالات معينة من فيروس الأنفلونزا. الظروف البيئية المعروفة الأخرى التي أدت إلى انعدام الرمد هي نقص فيتامين أ لدى الأمهات، التعرض للأشعة السينية أثناء الحمل، تعاطي المذيبات والتعرض للثاليدومايد.

### الكروموسوم 14
من المعروف أن الحذف الخلالي للكروموسوم 14 يكون في بعض الأحيان مصدراً لفقدان المقلة، حيث ارتبط حذف هذه المنطقة من الكروموسوم أيضاً بالمرضى الذين لديهم لسان صغير، حنك مرتفع مقوس، تأخر النمو، خصية غير نازلة مع قضيب صغير وقصور الغدة الدرقية، إنَّ المنطقة التي تم حذفها هي المنطقة q22.1-q22.3، وهذا يؤكد أن المنطقة 22 على الكروموسوم 14 تؤثر على تطور العين.

## التصنيفات
هناك ثلاثة تصنيفات لهذا االمرض:
- انعدام المقلة الأولي هو غياب كامل لأنسجة العين بسبب فشل جزء الدماغ الذي يشكل العين.
- انعدام المقلة الثانوية تبدأ العين في التطور وتتوقف لسبب ما، مما يترك الرضيع مع أنسجة العين المتبقية فقط أو عيون صغيرة للغاية لا يمكن رؤيتها إلا من خلال الفحص الدقيق.

- العين التنكسية تبدأ في التشكل ولسبب ما تدهورت، قد يكون أحد أسباب حدوث ذلك هو نقص إمدادات الدم إلى العين.

## التشخيص قبل الولادة

### الموجات فوق الصوتية
يمكن استخدام الموجات فوق الصوتية لتشخيص انعدام المقلة أثناء الحمل، بسبب دقة الموجات فوق الصوتية يصعب تشخيصه حتى الثلث الثاني من الحمل ، ويكون أقرب وقت لاكتشاف انعدام العين بهذه الطريقة هو حوالي 20 أسبوعاً.

### فحص السائل الأمنيوسي
من الممكن تشخيص المرض قبل الولادة عن طريق بزل السلى، لكنّه قد لا يظهر نتيجة سلبية صحيحة، ويمكن لبزل السلى تشخيص انعدام المقلة فقط عندما يكون هناك خلل في الكروموسومات، وتشوهات الكروموسومات ليست سوى أقلية من حالات انعدام المقلة.

## تشخيص ما بعد الولادة

### التصوير بالرنين المغناطيسي/التصوير المقطعي المحوسب (MRI/CT)
يمكن استخدام التصوير بالرنين المغناطيسي والأشعة المقطعية لمسح الدماغ والمدارات، حيث يستخدم أخصائيو الأشعة هذا لتقييم الهياكل الداخلية لمقلة العين، العصب البصري، العضلات خارج العين وتشريح الدماغ.

### الفحص
يمكن للأطباء وخاصة أطباء العيون فحص الطفل وإعطاء التشخيص الصحيح، سيقوم ابعض الأطباء بإجراء اختبارات الوراثة الجزيئية لمعرفة ما إذا كان السبب مرتبطاً بطفرات جينية، ويمكن أن تشمل الاختبارات الجينية تحليل المصفوفة الدقيقة للكروموسومات، اختبار الجين المفرد أو اختبار لوحة متعددة الجينات، ويمكن النظر في إجراء اختبارات الجينوم بما في ذلك تسلسل الإكسوم، تسلسل الجينوم وتسلسل الميتوكوندريا إذا فشل اختبار الجين المفرد أو استخدام لوحة متعددة الجينات في تأكيد التشخيص الجزيئي.

## أمراض ذات صلة
هناك عدد قليل من الأمراض التي ترتبط مع انعدام المقلة، وتشمل هذه:
- التثلث الصبغي 13
- متلازمة لينز
- متلازمة جولدنهار-جورلين
- متلازمة واردنبرج

## العلاج

### العين الاصطناعية
في الوقت الحالي، لا يوجد خيار علاجي لاستعادة الرؤية من خلال تطوير عين جديدة، ومع ذلك هناك خيارات تجميلية وبالتالي فإن غياب العين ليس ملحوظاً. عادة، سيحتاج الطفل إلى الذهاب إلى طبيب عيون لتركيب مطابقات في العين، حيث تصنع المطابقات من البلاستيك الشفاف ويتم تركيبها في المقبس لتعزيز نمو وتوسيع المقبس. لكن عندما ينمو وجه الطفل ويتطور يجب تغيير المطابق، وقد تكون هناك حاجة أيضاً إلى موسع في حالة فقدان العين لتوسيع التجويف الموجود. يتم تغيير المطابق كل بضعة أسابيع خلال أول عامين من الحياة وبعد ذلك يمكن تركيب عين صناعية مطلية لمحجر الطفل. ويمكن تنظيف العين الاصطناعية بصابون الأطفال المعتدل والماء وكما يجب تجنب الكحول المحمر لأنه قد يؤدي إلى تلف العين الاصطناعية، ويجب فحص الأطفال بانتظام للتأكد من أن المقاس والحجم مناسبان.
طرحت مراجعة كوكرين المنشورة في عام 2016 السؤال التالي: هل يؤثر نوع المادة المستخدمة في صنع العين الاصطناعية على نجاح العملية؟يمكن تصنيع العيون الاصطناعية من نوعين من المواد، مادة مسامية أو غير مسامية. "إذا كانت المادة مسامية فيمكن دمج العين الاصطناعية في الجسم لأن الأوعية الدموية الجديدة يمكن أن تنمو داخل المادة، وإذا كانت المادة غير مسامية فإنّ العين الاصطناعية تظل منفصلة عن بقية أنسجة الجسم". وبعد تقييم ثلاث دراسات، لخصّت المراجعة إلى عدم وجود أدلة كافية لاستنتاج أي المواد هي الأفضل.

### الجراحة التجميلية
إذا لم يتم اتخاذ الإجراءات المناسبة لتوسيع مدار العين فمن الممكن أن تظهر العديد من التشوهات الجسدية ومن المهم أنه في حالة ظهور هذه التشوهات لا يتم إجراء الجراحة حتى العامين الأولين من الحياة على الأقل، يخضع الكثير من الأشخاص لجراحة العيون، مثل: جراحة تدلي الجفن العلوي وشد الجفن السفلي. يمكن لهذه العمليات الجراحية استعادة وظيفة الهياكل المحيطة مثل الجفن من أجل خلق أفضل مظهر ممكن وهذا أكثر شيوعاً عند الأشخاص الذين يعانون من انعدام المقلة التنكسي.

## علم الأوبئة
تم الإبلاغ عن أن الرمد موجود في 3 من كل 100000 ولادة، العديد من حالات فقدان العين تحدث أيضاً مع صغر العين، حيث أشارت دراسة حديثة في المملكة المتحدة إلى أن معدل الإصابة بالعمى والميكروفميا يبلغ متوسطه 1 من كل 10000 ولادة. يبلغ المعدل السنوي لحدوث انعدام العين/صغر حجم العين في الولايات المتحدة حوالي 780 طفلاً يولدون سنوياً، تم إجراء المسح الوبائي الأكثر شمولاً حول هذا التشوه الخلقي بواسطة دارميسينا آت إل، وباستخدام إحصائيات حلقة المستشفى الوطني الإنجليزي قاموا بحساب معدل الإصابة السنوي لانعدام العين والميكروفميا والتشوهات الخلقية في الجهاز المداري/الدمعي من عام 1999 إلى عام 2011. وفقاً لهذه الدراسة تراوحت حالات انعدام المقلة الخلقية من 2.4 (95% CI 1.3 إلى 4.0) لكل 100000 رضيع في عام 1999 إلى 0.4 (0 إلى 1.3) في عام 2011. إنَّ الآباء والأمهات الذين لديهم بالفعل طفل مصاب بفقدان المقلة لديهم فرصة 1 من 8 لإنجاب طفل آخر مصاب بفقدان المقلة. ما يقرب من ثلثين من جميع حالات انعدام العين تم تحديدها على أنها ذات أساس وراثي. يعد فقدان البصر أحد الأسباب الرئيسية للعمى الخلقي ويمثل 3-11% من حالات العمى عند الأطفال. ويشكل انعدام العين وصغر حجم العين معاً
1.7-1.8% من حالات الجراحة الترميمية في مختبر الجراحة التجميلية والأطراف الصناعية العينية.